# Batagur trivittata
Batagur trivittata là một loài rùa trong họ Emydidae. Loài này được Duméril & Bibron mô tả khoa học đầu tiên năm 1835.